# Glenea univitticollis
Glenea univitticollis là một loài bọ cánh cứng trong họ Cerambycidae.